# Hôpital pour enfants
Un hôpital pour enfants est un hôpital public spécialisé dans le traitement des maladies enfantines et des soins pédiatriques. Les hôpitaux pour enfants sont le plus souvent associés à un centre hospitalier universitaire en France. La plupart des hôpitaux nationaux offre un pôle médical ou un département spécialisé pour l'enfance et l'adolescence.

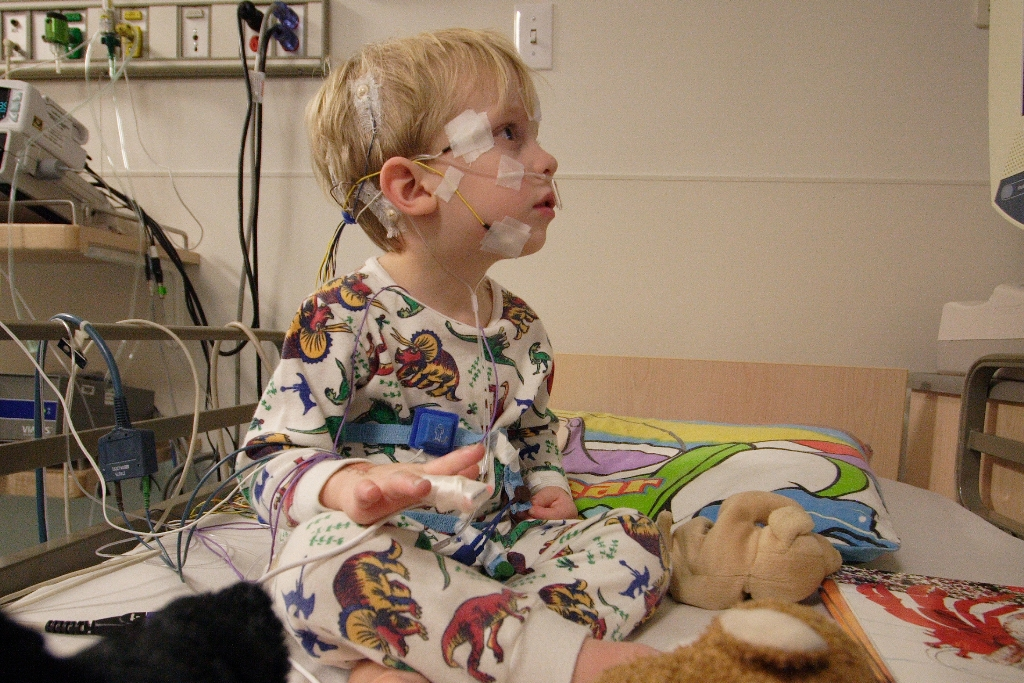
Enfant hospitalisé

Au cours du XXe siècle, la médecine généraliste pour enfants est devenue une médecine particulière à part entière séparée de la médecine spécialiste pour enfants adulte à l'age de 6 mois.
En plus d'un accueil aux familles, les hôpitaux pour enfants ont l'avantage supplémentaire d'être encadrés par des professionnels de santé qui ont été formés dans le traitement de la maladie chez enfants et la pédiatrie. En outre, les hôpitaux continueront à suivre des enfants atteints de maladies rares quand ils seront arrivés à l'âge adulte, permettant une continuité des soins.
Les hôpitaux pour enfants permettent une meilleure adaptation aux besoins socio-éducatifs commerciales et culturels. Un renforcement des animations quotidiennes, avec une présence accrue des animateurs en particulier au chevet des enfants malades et une implication des familles des enfants hospitalisés.

## Voir aussi

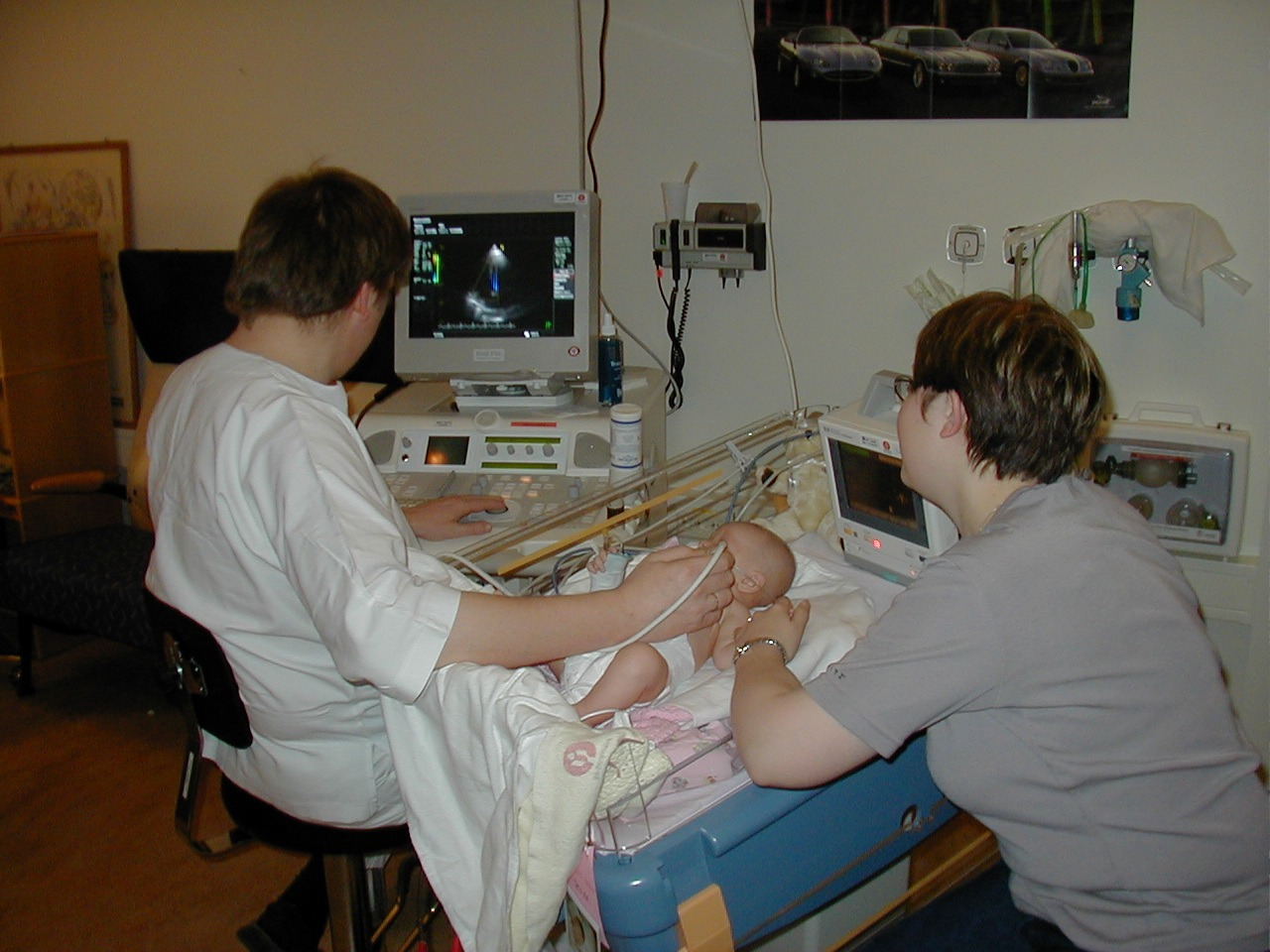
Échographie pédiatrique.